# Hällnäs, Umnäs
Hällnäs är en by i Stensele socken, Storumans kommun norr om Umnäs vid Umnässjön. Där bor två året-runt-boende. Företaget Bollsta Skogsvårdstjänst ligger här. Postadressen är Slussfors.